# Conrad Bain
Conrad Stafford Bain (ur. 4 lutego 1923 w Lethbridge, zm. 14 stycznia 2013 w Livermore) – kanadyjski aktor.

## Filmografia
- 1996: The Fresh Prince of Bel-Air jako Philip Drummond
- 1992: The Adventures of The Black Stallion
- 1990: Postcards from the Edge jako dziadek
- 1988: Mr. President jako Charlie Ross
- 1985: The Love Boat
- 1981: Child Bride of Short Creek (TV) jako Frank King
- 1979: C.H.O.M.P.S. jako Ralph Norton
- 1979: The Facts of Life jako Philip Drummond
- 1979: A Pleasure Doing Business jako Herb
- 1978: Grandpa Goes to Washington jako Robert Green
- 1978: The Waverly Wonders
- 1978: Diff'rent Strokes jako Philip Drummond
- 1972: Maude jako Dr. Arthur Harmon
- 1975: Twigs (TV) jako Swede
- 1972: Up the Sandbox jako Dr. Gordon
- 1972: A Fan's Notes jako Poppy
- 1971: Who Killed Mary What's 'Er Name? jako Val
- 1971: The Anderson Tapes jako Dr. Rubicoff
- 1971: Bananas jako Semple
- 1971: Jump jako Lester Jump
- 1971: Men of Crisis: The Harvey Wallinger Story (TV)
- 1970: The Edge of Night TV series jako Dr. Charles Weldon
- 1970: I Never Sang for My Father
- 1970: Lovers and Other Strangers
- 1969: Ostatnie lato (Last Summer) jako Sidney
- 1966: Dark Shadows
- 1968: Coogan's Bluff
- 1968: Star!
- 1968: A Lovely Way to Die jako James Lawrence
- 1968: Madigan
- 1967: N.Y.P.D. jako menadżer
- 1967: The Borgia Stick (TV) jako prawnik
- 1965: The Trials of O'Brien
- 1961: The Defenders
- 1956: Studio One jako Evans
- 1952: Studio One jako Dr. Caldwell